# I trecento di Fort Canby
I trecento di Fort Canby (A Thunder of Drums) è un film western del 1961 diretto da Joseph M. Newman.

## Trama
Un giovane tenente di cavalleria arriva in uno sperduto fortino nel far west e ben presto si scontra col capitano che lo comanda. Ma nei dintorni ci sono indiani ostili e bisogna passare all'azione. Il capitano mette alla prova il tenente per farlo maturare.

## Produzione
Il film, diretto da Joseph M. Newman su una sceneggiatura di James Warner Bellah, fu prodotto da Robert Enders per la Metro-Goldwyn-Mayer e girato a Santa Clarita, nel ranch di Old Tucson e nel Sabino Canyon a Tucson e nel Vasquez Rocks Natural Area Park ad Agua Dulce in California.

## Distribuzione
Il film fu distribuito negli Stati Uniti dal 26 settembre 1961 al cinema dalla Metro-Goldwyn-Mayer. È stato poi pubblicato in DVD negli Stati Uniti dalla Warner Home Video nel 2010.
Alcune delle uscite internazionali sono state:
- in Svezia il 24 aprile 1962 (Massaker i gryningen)
- in Belgio il 25 maggio 1962 (Tonnerre apache e Apache geweld)
- in Spagna il 28 maggio 1962 (Fort Comanche)
- in Finlandia il 12 ottobre 1962 (Sotarumpujen kuminaa)
- in Francia il 15 maggio 1963
- in Danimarca il 2 dicembre 1963 (En torden af trommer)
- in Germania Ovest (Massaker im Morgengrauen)
- in Grecia (Oulamos ekdikiton)
- in Italia (I trecento di Fort Canby)

## Promozione
La tagline è: "A regiment of forgotten men... a woman no man could forget!".

## Critica
Secondo il Morandini il film è un "western d'ambiente con ambizioni realistiche che scadono spesso a puntigli filologici". La regia risulta "intensa e precisa", gli attori "convinti e convincenti" con Richard Boone che si eleva con il suo "magnetismo suggestivo".